# Жемчужная, Ляля Георгиевна
Ля́ля (Ольга) Георгиевна Жемчу́жная (род. 31 мая 1969, Москва) — советская и российская актриса и певица, Заслуженная артистка России (2002).

## Биография
{{Заготовка раздела{}}
Дочь Екатерины и Георгия Жемчужных.
В 1993 году окончила актёрский факультет ГИТИСа (мастерская Галины Волчек), училась там же на режиссёрском факультете у своего отца.
Дебютировала в кино в 1982 году (фильм «Печальная повесть любви»). С 16 лет работает в театре «Ромэн».

## Семья
Муж — Роман Грохольский, народный артист России. Сын — Андрей, дочь — Анастасия.

## Творчество

### Роли в театре
- «Олеся»
- «Безумие»
- «Мужчины в воскресенье»
- «Цыганка Аза»[2]

### Роли в кино
- 1982 — Печальная повесть любви
- 1986 — Я тебя ненавижу — цыганка в автобусе
- 1987 — Цыганка Аза — Аза
- 1991 — Женская тюряга — Маха
- 1991 — 1992 — Караманлай
- 1999 — Зигзаг
- 2005 — Кармелита — Земфира
- 2008 — 2012 — Обручальное кольцо — Рита Янтарная (Маргарита Рустамовна Бихари), цыганка, певица в ночном клубе «Нижинский»
- 2009 — 2010 — Кармелита. Цыганская страсть — Земфира
- 2011 — Купидон — Зарина
- 2011 — Вкус граната
- 2013 — Вероника. Беглянка — Дэви